# Alfredo Nobre da Costa
Alfredo Nobre da Costa, né le 10 septembre 1923 à Lapa et mort le 1er avril 1996 à Lisbonne, est un homme politique portugais, ministre et Premier ministre en 1978.

## Carrière
Secrétaire d'État chargé de l'Industrie lourde dans le VIe gouvernement provisoire entre 1975 et 1976, il est ensuite nommé ministre de l'Industrie et de la Technologie du Ier gouvernement constitutionnel, dirigé par Mário Soares, à l'occasion du remaniement ministériel du 25 mars 1977 mais n'est pas reconduit dans le IIe gouvernement constitutionnel, formé le 30 janvier 1978.
Il reste dans l'histoire pour avoir été le premier Premier ministre d'un gouvernement d'initiative présidentielle, formé par le président Ramalho Eanes à la suite de l'échec de la coalition entre socialistes et démocrates chrétiens.
Bien que son gouvernement n'ait tenu que trois mois, il a toujours conservé une bonne image dans l'opinion du fait de ses capacités de gestion et de son action gouvernementale.